# Wiesbaden-Nordost
Nordost ist ein Ortsbezirk der hessischen Landeshauptstadt Wiesbaden.
Der Stadtbezirk umfasst Eigenheim, den Neroberg, das Nerotal, das Dambachtal und das Komponistenviertel. Oftmals wird der Bezirk Eigenheim-Nordost genannt. Auch das Kurhaus mit Kurpark und Bowling Green und das Hessische Staatstheater mit dem Warmen Damm gehören zum Stadtbezirk.

## Geographie
Das Gebiet des Stadtbezirks erstreckt sich im Nordwesten bis zur Stadtgrenze Wiesbadens an der Eisernen Hand. Es beinhaltet den Bleidenstadter Kopf (388,5 m), die Rentmauer, die Platte, den Steinhaufen (530,5 m) und die Wallanlage Würzburg im Nordosten. Im Südosten reicht das Gebiet bis an die Bierstadter Höhe und umfasst Kurpark und Warmen Damm sowie den Geisberg mit der Thomaskirche. Im Südwesten liegt die Siedlung Eigene Scholle und der Dürerplatz. Bachläufe im Stadtbezirk sind der Unterlauf des Kesselbachs mit dem Adamstal, das Quellgebiet des Schwarzbachs am Rabengrund mit seinem Nebenlauf Dambach, sowie der Rambach im Kurpark.

## Wohngebiete

### Eigenheim
Die Siedlung Eigenheim ist eine gehobene Wohngegend, mit Villen und Einfamilienhäusern. Zudem gibt es Wohnungen des Bundeskriminalamts, welches sich hier befindet.

### Nerotal
Das Nerotal ist ebenfalls ein gehobenes Wohngebiet, mit vielen gründerzeitlichen Villen. Im Talgrund des über den Salzbach in den Rhein fließenden Schwarzbachs, der am Rabengrund entspringt, befinden sich die langgestreckten Nerotalanlagen, an deren oberen Ende die Talstation der wasserbetriebenen Nerobergbahn steht, die den Neroberg mit dem Nerotal verbindet. Im Süden grenzt es an das Bergkirchenviertel des Bezirks Mitte. Innerhalb der Nerotalanlagen befand sich ab 1838 eine Tuchwalkmühle, die ab 1851 in eine Kaltwasserheilanstalt und Hotel umgewandelt wurde. Dieses „Kurhaus Bad Nerotal“ bzw. „Sanatorium Nerotal“ für innere und Nervenkrankheiten dient seit 1997 als Theater Thalhaus.

### Neroberg

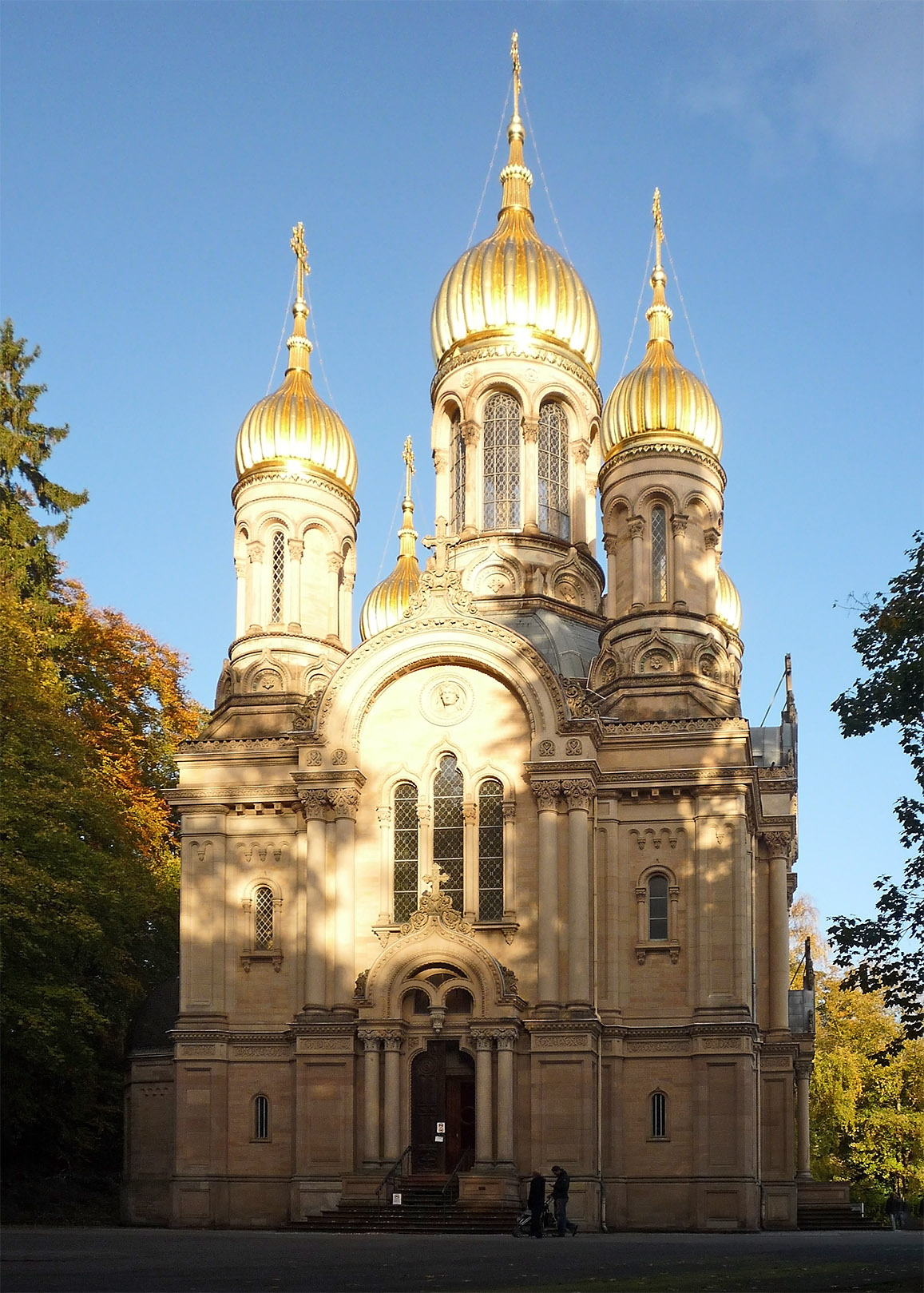
Russisch Orthodoxe Kirche auf dem Neroberg

Auch der Neroberg ist eine gehobene Wohngegend, mit vielen gründerzeitlichen Villen. Auf ihm befinden sich das Opelbad, ein Schwimmbad mit Aussicht über ganz Wiesbaden, die Bergstation der Nerobergbahn und die Russisch-Orthodoxe Kirche (fälschlicherweise auch griechische Kapelle genannt).

### Kurviertel
Das Kurviertel umschließt den Kurpark, Bowling Green, Kurhaus, Staatstheater, Kureck, Kranzplatz, Kochbrunnenplatz mit dem Kochbrunnen sowie das angrenzende Gebiet bis zur Webergasse, wobei die Südseite der Taunusstraße und die Westseite der Wilhelmstraße einschließlich des Kranzplatzes zum Stadtbezirk Mitte gehört.
An der Wilhelmstraße Ecke Frankfurter Straße steht das Literaturhaus Villa Clementine mit dem Presseclub, die Galerie des Nassauischen Kunstvereins liegt ein paar Häuser weiter.
Großzügig angelegte Parklandschaften, wie Kurpark, Bowling Green, Rambachtal, Aukammtal und Warmen Damm prägen das Kurviertel.

### Komponistenviertel
Gehobenes Wohngebiet mit Villen und Einfamilienhäusern der Nachkriegszeit, in dem alle Straßen nach Komponisten benannt sind. Es liegt nördlich der Sonnenberger Straße. In der Richard-Wagner-Straße befindet sich die Thomaskirche.

## Geschichte des Bezirks
Im heutigen Stadtbezirk Nordost gab es bis zum 19. Jahrhundert nur vereinzelte Gebäude, so etwa die um 1737 als Waisenhaus errichtete Walkmühle oder den 1788 errichteten Hof Geisberg, bis dann 1818 die planmäßige Bebauung der Hangseite der Taunusstraße als Abschluss des später sogenannten „Historischen Fünfecks“ begann. Zudem war an der früheren Allee zum Wiesenbrunnen, die von den Kurgästen schon seit Jahrzehnten zum „Lustwandeln“ genutzt worden war, in den Jahren 1808 bis 1810 das später als Kursaal bezeichnete Gesellschaftshaus errichtet worden.
Etwa zeitgleich mit dem Bau des Paulinenschlösschens 1841 bis 1845 entstanden die ersten Villen an der Sonnenberger Straße gegenüber dem Kurhaus sowie auch südlich davon an der Bierstadter Straße. Beide Gebiete entwickelten sich zur bevorzugten Wohnlage der wohlhabenden Gesellschaftsschichten; aufgelockert durch parkähnliche Gärten wurden sie zum „Grünen Viertel“ Wiesbadens. Teile der ehemaligen Wiesbadener Kronen-Brauerei sind erhalten.
Wesentlich dichter erfolgte die erst zwei Jahrzehnte später einsetzende Bebauung nordwestlich der Röderstraße wie auch die Stadterweiterung in nordöstliche Richtung hin zum Geisberg. Nahe der 1847 bis 1855 errichteten Russischen Kirche, der sogenannten Griechischen Kapelle, entstand Zug um Zug bis zum Ersten Weltkrieg eine weitere, großzügig zugeschnittene Villenbebauung, die an der Wende vom 19. zum 20. Jahrhundert mit der Erschließung des Nerotals als Wohngebiet ihren Höhepunkt fand. Damit war auch der 1832 eröffnete Alte Friedhof – heute Freizeitpark – endgültig in das städtebauliche Weichbild eingeschlossen; seit der Fertigstellung des Nordfriedhofs 1877 fanden hier jedoch nur noch relativ wenige Beisetzungen statt. Mit der Eröffnung der Nerobergbahn im Jahr 1888, die gleichzeitig einen bequemen Zugang zum 1881 errichteten Neroberghotel bot, wurde eine Touristenattraktion geschaffen, die bis heute besteht. Als weiterer städtebaulicher Akzent kam dort 1934 das Opelbad hinzu. In den 1920er-Jahren wurde an der Lahnstraße die heute denkmalgeschützte Siedlung „Eigene Scholle“ errichtet, die teilweise im heutigen Ortsbezirk Rheingauviertel liegt.
1930 war der Festplatz „Unter den Eichen“ Schauplatz einer Monumentalveranstaltung anlässlich der „Rheinlandbefreiung“ gewesen, wie der Abzug der seit dem Ersten Weltkrieg hier stationierten Besatzungstruppen genannt wurde. Ebenfalls auf diesem Gelände bestand zwischen 1944 und 1945 ein Außenkommando des SS-Sonderlagers Hinzert, an das heute die KZ-Gedenkstätte Unter den Eichen im Carl-von-Ibell-Weg erinnert. Auf dem früheren Festplatz siedelten sich nach dem Zweiten Weltkrieg Unternehmen der Film- und Fernsehbranche an, 1964 bis 1984 hatte hier auch das ZDF seinen Sitz.
Besondere Akzente der Bautätigkeit nach dem Zweiten Weltkrieg setzten insbesondere das 1953 eingeweihte Bundeskriminalamt, aber auch etliche kleinere Bauprojekte, wie etwa das frühere Brockhaus-Verlagsgebäude auf dem Leberberg. Ganz am Rande des Stadtbezirks, im Wiesbadener Stadtwald, lädt das 1823 bis 1826 errichtete, 1945 zerstörte und bis 2007 wieder aufgebaute Jagdschloss Platte zu einem Besuch ein, gelegen an der ursprünglich „platea“ genannten Straße, die seit alters her vom Rhein über die Platte nach Limburg an der Lahn führt.

## Wahlergebnisse Ortsbeirat Wiesbaden-Nordost
Seit 1972 wird zeitgleich, aber unabhängig davon, mit den Wahlen zur Wiesbadener Stadtverordnetenversammlung der Ortsbeirat Wiesbaden-Nordost gewählt (Angaben in der Tabelle in Prozent).
| Ortsbeiratswahl Nordost 2021Wahlbeteiligung: 49,7 % 403020100 32,1 %27,5 %19,0 %14,0 %5,6 %1,9 %n. k. % CDUGrüneFDPSPDLinke & PiratenULWLinkeGewinne und Verlusteim Vergleich zu 2016 %p 12 10 8 6 4 2 0 −2 −4 −6 −8−1,9 %p+10,5 %p−2,6 %p−6,4 %p+5,6 %p+1,9 %p−7,0 %pCDUGrüneFDPSPDLinke & PiratenULWLinke | Sitzverteilung im Ortsbeirat Nordost 2021Insgesamt 15 Sitze - Linke & Piraten: 1 - SPD: 2 - Grüne: 4 - CDU: 5 - FDP: 3 |

|      | CDU  | SPD  | GRÜNE | FDP  | FW  | LiLi | Linke und Piraten | Wahlbeteiligung |
| 2021 | 32,1 | 14   | 27,5  | 19,0 | –   | –    | 5,6               |                 |
| 2016 | 34,0 | 20,4 | 17,0  | 21,6 | –   | –    | 7,0               | 51,4            |
| 2011 | 40,8 | 22,4 | 22,6  | 9,9  | –   | –    | 4,3               | 48,8            |
| 2006 | 44,6 | 22,9 | 16,2  | 15,5 | –   | 0,8  | –                 | 45,2            |
| 2001 | 45,7 | 26,0 | 13,6  | 14,7 | –   | –    | –                 | 51,2            |
| 1997 | 47,8 | 26,4 | 17,4  | 8,6  | –   | –    | –                 | 61,5            |
| 1993 | 41,2 | 25,2 | 14,6  | 12,4 | 6,5 | –    | –                 | 65,7            |
| 1989 | 43,4 | 34,0 | 10,9  | 11,7 | –   | –    | –                 | 72,6            |
| 1985 | 52,9 | 28,8 | 7,8   | 10,2 | –   | –    | –                 | 68,9            |
| 1981 | 60,2 | 27,1 | –     | 12,7 | –   | –    | –                 | 66,6            |
| 1977 | 63,8 | 26,6 | –     | 9,6  | –   | –    | –                 | 72,8            |
| 1972 | 52,0 | 35,0 | –     | 13,0 | –   | –    | –                 | 73,7            |

Die Sitzverteilung im Ortsbeirat Wiesbaden-Nordost sieht danach wie folgt aus:
|      | CDU | SPD | GRÜNE | FDP | FW | Linke und Piraten | Gesamt |
| 2021 | 5   | 2   | 4     | 3   | 0  | 1                 | 15     |
| 2016 | 5   | 3   | 3     | 3   | 0  | 1                 | 15     |
| 2011 | 6   | 3   | 3     | 2   | 0  | 1                 | 15     |
| 2006 | 7   | 4   | 2     | 2   | 0  | 0                 | 15     |
| 2001 | 7   | 4   | 2     | 2   | 0  | 0                 | 15     |
| 1997 | 7   | 4   | 3     | 1   | 0  | 0                 | 15     |
| 1993 | 6   | 4   | 2     | 2   | 1  | 0                 | 15     |
| 1989 | 6   | 5   | 2     | 2   | 0  | 0                 | 15     |
| 1985 | 8   | 4   | 1     | 2   | 0  | 0                 | 15     |
| 1981 | 9   | 4   | 0     | 2   | 0  | 0                 | 15     |
| 1977 | 10  | 4   | 0     | 1   | 0  | 0                 | 15     |
| 1972 | 8   | 5   | 0     | 2   | 0  | 0                 | 15     |